# Arnold de Lantins
'Arnold de Lantins (abans del 1400 a la diòcesi de Lieja i mort abans del 2 de juliol de 1432 a Roma), va ser un compositor i cantant franco-flamenc del primer Renaixement.

## Vida i obra
Els documents d'arxiu coneguts actualment proporcionen poca informació sobre la vida d'Arnold de Lantins; en particular, es desconeixen la seva data i lloc de naixement. A principis de la dècada de 1930, un musicòleg francès (Antoine Auda 1930) i un musicòleg belga (Charles Van den Borren 1932) van suggerir simultàniament que Arnold i el seu parent (germà?) Hugo de Lantins podrien ser originaris del poble de Lantin, que avui pertany al municipi de Juprelle, a 4 km al nord de Lieja. Aquesta suposició està recolzada per proves que tots dos compositors van ser actius com a "clergues de Lieja" a la capella de la cort de la família Malatesta a Pesaro el 8 de juny de 1423. A més, Arnold és esmentat juntament amb Hugo a la cançó "Hé compagnons" de Guillaume Dufay, que va ser composta més o menys al mateix temps. Dues de les cançons d'Arnold contenen anotacions que indiquen que aparentment era a Venècia el març de 1428.
Durant uns mesos (de novembre de 1431 a juny de 1432), Arnold de Lantins, juntament amb Dufay i Guillaume Malbecque, va treballar com a cantant a la capella del papa Eugeni IV a Roma. En un document datat el 2 de juliol de 1432, Malbecque va sol·licitar que la parròquia de Fermes (diòcesi de Lieja) li concedís el benefici d'Arnold, cosa que confirma la mort anterior d'Arnold de Lantins.

## Importància
Arnold de Lantins va ser considerat un compositor important pels dos autors més importants del nord d'Itàlia de l'època. Una gran part de les seves cançons es conserven en una font italiana, i apareix de manera destacada al llibre de partitures de tenor d'aquest manuscrit. La seva composició de "Tota pulchra es" del Càntic dels Càntics ha sobreviscut en cinc manuscrits diferents, cosa inusual per a composicions sacres d'aquest període.
Altres peces de Lantins encara segueixen la tradició del segle XIV, especialment quan s'empren ritmes complexos; tanmateix, el seu ús d'arcs melòdics amples i l'ús ocasional de la tècnica del fauxbourdon indiquen el canvi estilístic emergent en el primer terç del segle XV. Les seves composicions es caracteritzen per un estil particularment melòdic, més evident a les seves cançons. Aquestes sovint presenten melodies llargues i arquejades sobre un marc de tenor o contratenor (exemple: el rondeau "Esclave a duiel"). La seva missa "Verbum incarnatum" (El Verb es va fer carn) és una de les primeres composicions completes de l'Ordinari de la Missa de la història de la música.

## Obres
Música sacra

- - Messe „Verbum incarnatum“ a tres veus
  - Introitus „Salve sancta parens“, Kyrie, Sanctus und Agnus a tres veus
  - Gloria und Credo (I) a tres veus
  - Gloria und Credo (II) a tres veus
  - Lauda „In tua memoria“ a tres veus
  - Hoheliedvertonung „O pulcherrima mulierum“ a tres veus
  - Hoheliedvertonung „Tota pulchra es“ a tres veus

Cançons (si no s'indica el contrari, Rondeau a tres veus)

- - „Amours servir et honnourer“ (Any Nou)
  - „Ce jour le l'an belle je vous supply“
  - „Certes belle quant de vous partiray“
  - „Esclave a duiel et forain de liesse“
  - „Helas é my ma dame et ma mestresse“
  - „Las pouray je mon martire celer“
  - „Ne me vuielliés belle oblier“
  - „Or voy je bien que je moray martir“
  - „Puis que je suy cyprianés“, Ballade a tres veus
  - „Quant je mire vos doulce portraiture“ (segons una nota manuscrita, composta a Venècia el març de 1428)
  - „Sans despaisir et sans esmay“
  - „Se ne prenés de moy pité“ (segons una nota manuscrita, composta a Venècia el març de 1428)
  - „Tout mon desir et mon voloir“, Ballade a tres veus (Any Nou)

- Composicions no autèntiques (tots els rondeus a tres veus)

- - „Ce jour le doibt aussy fait la saison“ (Primer de Maig; sens dubte des de Guillaume Dufay)
  - „Chanter ne scay ce poyse moy“ (probablement d'Hugo de Lantins)
  - „Mon doulx espoir mon souvenir“ (probablement d'Hugo de Lantins)
  - „Ung seul confort pour mon cuer resjoïr“ (probablement d'Hugo de Lantins)